# Halberg (Saarland)
Der Halberg ist mit 280 m ü. NN ein einzeln stehender, bewaldeter Berg in Saarbrücken. Der Halberg erhebt sich in der Saaraue, die er um etwa 80 m überragt. Am Hang steht der mittlere, auf der Kuppe der obere Buntsandstein an.

## Geschichte

### Römische Zeit

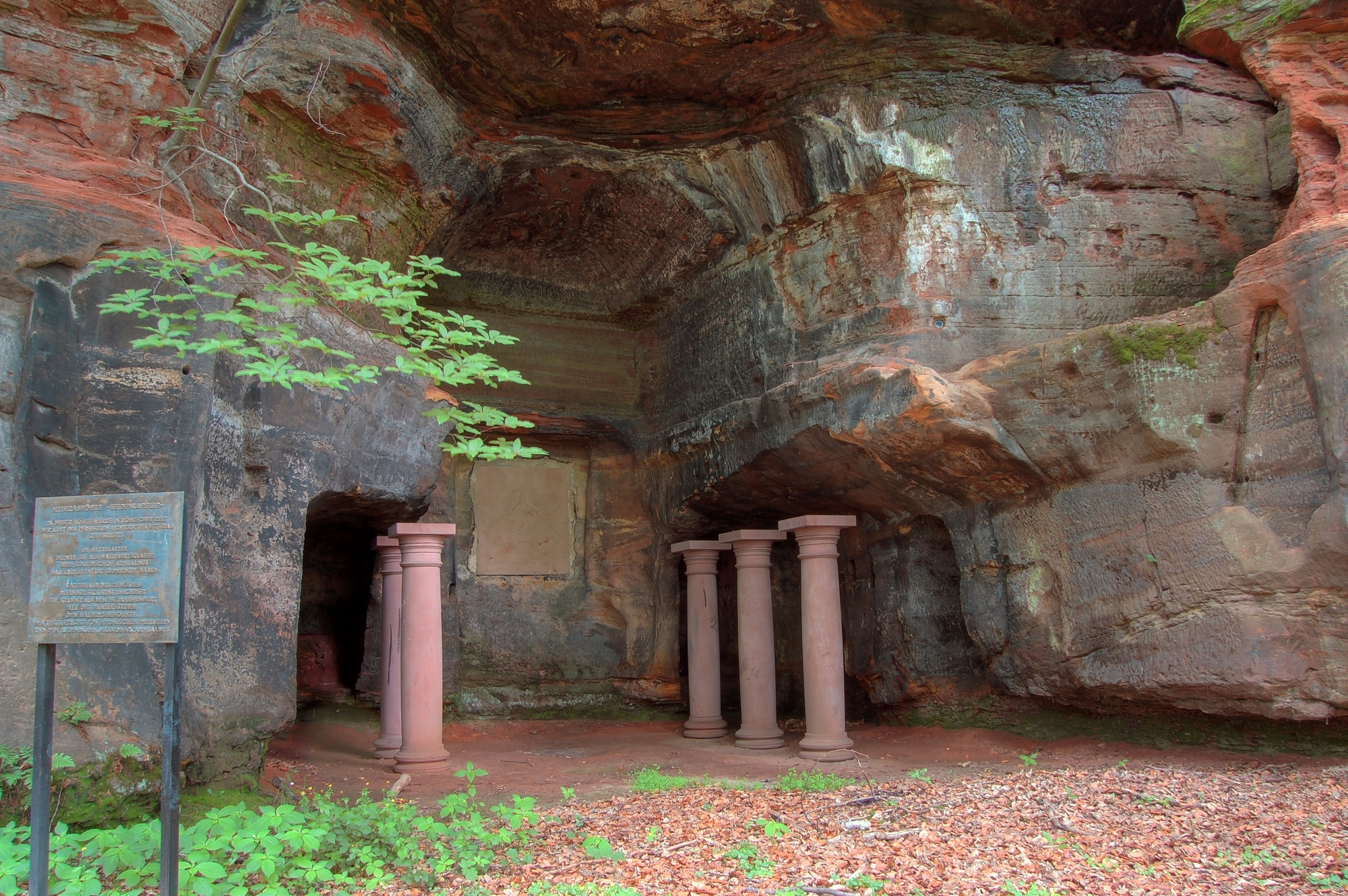
Die Mithrasgrotte auf dem Halberg in Saarbrücken

In vorchristlicher und römischer Zeit wurde auf dem Halberg – von den hier ansässigen Galloromanen oder den römischen Soldaten der nahegelegenen Garnison – ein Mithras-Kult ausgeübt. Dazu schufen sie im Sandstein am Westhang des Halberges ein tonnengewölbtes Mithräum, das in der älteren Literatur „Heidenkapelle“ genannt wird. Nach der Christianisierung im 6. Jahrhundert wurde die Grotte in den christlichen Kultus einbezogen. Somit ist der Halberg möglicherweise die älteste christliche Kultstätte der Region. Die Überreste der Stätte sind in relativ gutem Zustand und stehen zur Besichtigung offen.

### 18. Jahrhundert

Schloss Monplaisir (Rekonstruktion nach F. Köllner)

Auf der Kuppe des Halbergs wurde 1709–1711 von Graf Ludwig Kraft von Nassau-Saarbrücken das barocke Lustschlösschen „Monplaisir“ erbaut (mit dem Wahlspruch: „Je veux que mon plaisir soit le plaisir de tous“ (deutsch:„Ich will, dass mein Vergügen zum Vergnügen aller wird“)). Der damals unbewaldete Halberg erlaubte eine schöne Aussicht auf die Saarstädte. 1755 wurde die Anlage durch Friedrich Joachim Stengel vergrößert und neu gestaltet, es entstanden ein fürstlicher Tiergarten und ein Weinberg. Bei einer Erweiterung 1772 wurde auch das Mithras-Heiligtum in die Gartenlandschaft integriert und mit Säulen gestaltet. Die Fürstin Wilhelmine, deren Ehe mit Fürst Ludwig von Nassau-Saarbrücken zerrüttet war, wählte das Schloss als ihren Zufluchtsort und erzog hier ihren Sohn, Erbprinz Heinrich von Nassau-Saarbrücken.
Die Anlage wurde am 17. November 1793 in den Wirren des Ersten Koalitionskriegs vollständig zerstört. Der geflohene und im Exil verstorbene Prinz Heinrich bestimmte in seinem Testament, dass er an der Stätte seiner glücklichen Kindheit bestattet werden wollte, was ihm allerdings erst 1976 erfüllt werden sollte.

### 19. Jahrhundert

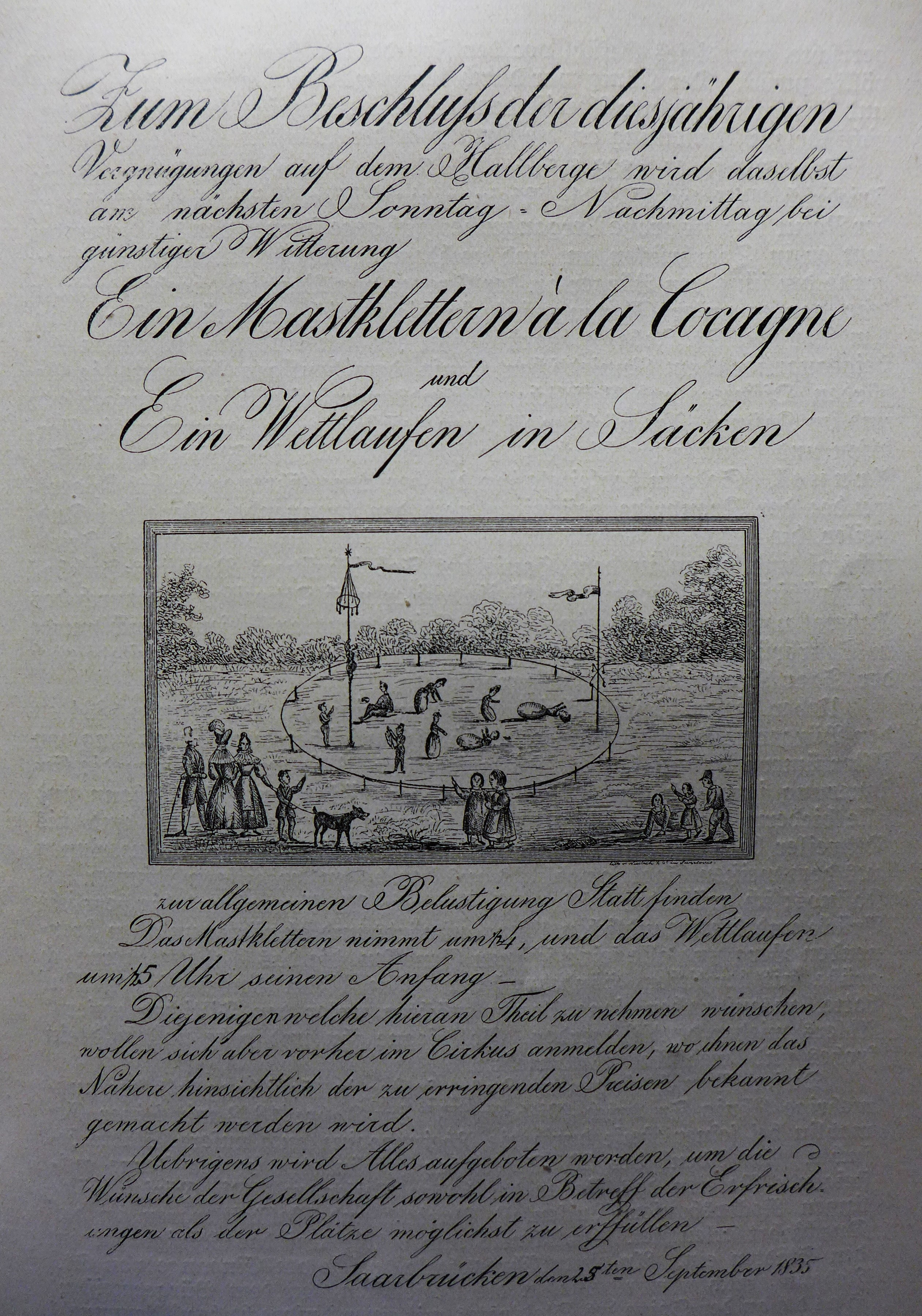
Ankündigungsplakat einer Volksbelustigung auf dem Halberg am 25. September 1835 mit Mastkletter- und Sackhüpfwettbewerb

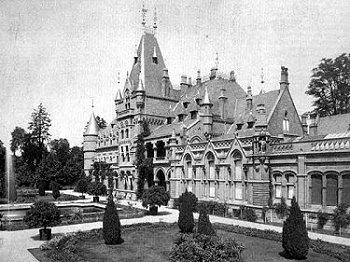
Schloss Halberg, Gartenfront vor 1945

Ab 1875 erwarb der vermögende Montanunternehmer Carl Ferdinand Stumm (1888 nobilitiert als Freiherr von Stumm-Halberg) das Gelände und ließ 1877–1880 dort im Wettbewerb mit seinen Brüdern, die gleichfalls prächtige Schlösser erbauten, ein neugotisches Schloss nach Entwürfen des hannoverschen Architekten Edwin Oppler erbauen. Den umgebenden Landschaftspark gestaltete der Frankfurter Gartenarchitekt Heinrich Siesmayer neu. Als Gast des Freiherrn von Stumm-Halberg weilte 1892 Kaiser Wilhelm II. auf Schloss Halberg.

### 20. Jahrhundert
1936 bestanden Pläne das Schloss für ein Wohngebiet abzureißen, die aber nicht zur Ausführung kamen. 1939 bezog der neue Reichssender Saarbrücken den Komplex. 1946–1952 residierte der französische Generalgouverneur Gilbert Grandval im Schloss, bevor er den Neubau der Französischen Botschaft am Saarufer in Saarbrücken bezog (das heutige Kultusministerium). In dieser Zeit wurden leider massive Eingriffe in das historistische Prachtgebäude getätigt, das durch einen Brand 1958 weiter geschädigt wurde.

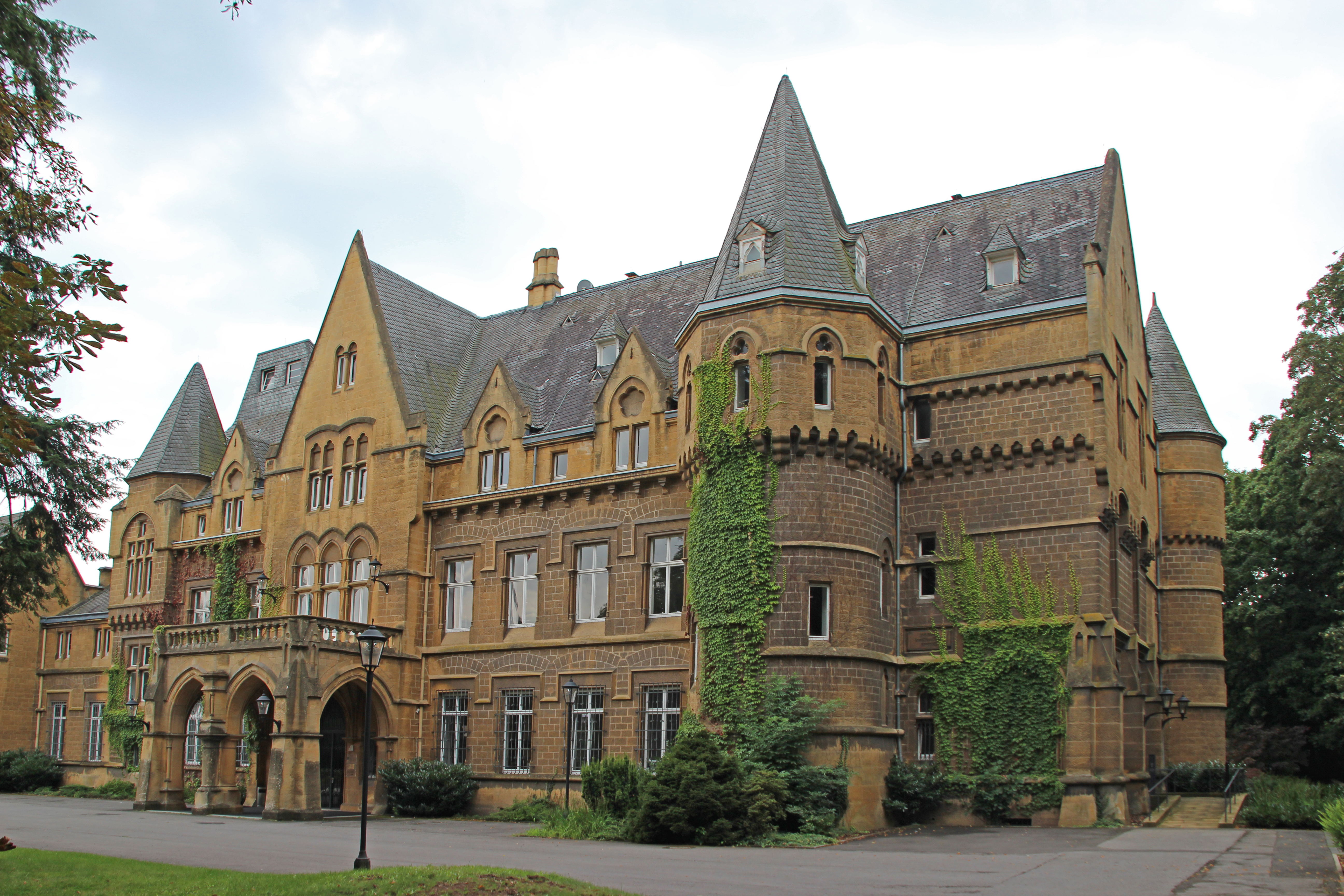
Schloss Halberg, Eingangsfassade 2014

Seit 1959 ist der Halberg Sitz des Saarländischen Rundfunks, wobei das Schloss Halberg (neben einem Restaurant) die Intendanz des SR beherbergt. Das dazugehörige Funkhaus Halberg, das Fernsehgebäude und die übrigen Bauten des SR wurden 1958/1959 in unmittelbarer Nachbarschaft neben das Schloss gebaut, wobei z. T. weitere Nebengebäude des alten Schlosses abgerissen wurden. Der Park ist heute ein Parkplatz. Zu der Studioanlage gehört auch ein 84 Meter hoher abgespannter Stahlrohrmast. Des Weiteren befindet sich seit 2006 das Institut für Europäisches Medienrecht e. V. (EMR) auf dem Halberg.

### Halberg-Stellung
Die Halberg-Stellung war ein Teil des Westwalls. Die Stellung beginnt an der Brebacher Landstraße und zieht sich den Berg entlang bis zum rückwärtigen Kolbenholz. Die Stellung ist mit 19 intakten Bunkerbauwerken die einzig vollständig erhaltene Westwall-Stellung in Deutschland.
Ab November 1939 wurden die fertiggestellten Bunker von Soldaten der 75. Infanterie-Division bezogen. Diese Belegung dauerte bis Anfang Juni 1940. Außer vereinzeltem Artilleriebeschuss gab es keine Kampfhandlungen im Umfeld des Halbergs. Die Bauarbeiten waren noch nicht abgeschlossen, als am 22. Juni 1940 die Meldung über den Waffenstillstand mit Frankreich an den Baustellen ankam. Im Spätsommer 1940 wurden die Bunker desarmiert und in die Obhut eines Wallmeisters gegeben, der die Bauwerke ständig kontrollieren und kleinere Wartungsarbeiten durchführen sollte. Ab 1942 wurden die Bunker für Luftschutzzwecke freigegeben. Die Bewohner Brebachs und die Arbeiter der Halberger Hütte erhielten grüne Ausweiskarten, die ihnen einen Bunker als Zuflucht bei Fliegeralarm zuteilten.
Als die Front 1944 rasch Richtung Reichsgrenze rückte, wurde die Halberg-Stellung durch doppelte Ringstände zwischen den vorhandenen Anlagen verstärkt. Sie wurden angelegt, um tote Winkel auszuschalten, dienten als Beobachtungsposten und offene Kampfstände für MG 42 und Panzerfäuste. Ein von der „Fördergruppe WH 316“ restaurierter Doppel-Ringstand ist an Bauwerk WH 316 zu finden. Ab Oktober 1944 legte die verbliebene Bevölkerung Saarbrückens in „Schanzarbeit“ ein umfangreiches Laufgrabensystem am Halberg an. Auch mehrere Panzergräben wurden angelegt; sie sollten verhindern, dass feindliche Panzer in den Rücken der Befestigungslinie gelangen.
Durch die Entwicklung in der Waffentechnik passten viele moderne Waffen nicht in die Bunker von 1939. Umfangreiche Um- oder Neubauten konnten nicht mehr realisiert werden, viele Anlagen waren zweckentfremdet, geplündert und deshalb unbrauchbar.
Am 25. Januar 1945 wurde der Westwall in Saarbrücken von der 347. Volksgrenadier-Division bezogen. Der Bunker WH 316 diente als Kompanie-Gefechtsstand und war bereits ab 1. Januar 1945 bis zur Nacht des 19. auf den 20. März 1945 besetzt. In dieser Nacht wurde wegen des Vordringens der 7. US-Armee den verbliebenen deutschen Truppen befohlen, sich Richtung Rhein zurückzuziehen. In der Halberg-Stellung fanden keine Kampfhandlungen statt.
Am 20. März zogen US-Truppen in Saarbrücken ein. Sie inspizierten den Westwall genau; viele Soldaten nutzten die Bunker als Kulisse für Siegerfotos.
Im Juli 1945 wurden die US-Truppen von französischen Einheiten abgelöst. Der Militärgouverneur (1945–48) und Hohe Kommissar (1948–52) für das Saarland, Oberst Gilbert Hirsch-Ollendorf alias Grandval bezog um 1946 Schloss Halberg als Wohnsitz. Während er im Schloss residierte, sorgte das Saarbataillon für seine Sicherheit.
Die Westwallanlagen am Halberg nutzte man als Lager für Munition und Waffen. Diesem Umstand ist es zu verdanken, dass keine Anlage gesprengt wurde. Allerdings wurden die Bauwerke später ihres Inventars beraubt. Was die Franzosen zurückgelassen hatten, wurde in den folgenden Jahren von Schrotthändlern aus der Umgebung entfernt. Erst in den 1970er Jahren wurden die Bunker vom damaligen Bundesvermögensamt zugemauert und später teilweise mit Erde bedeckt.
Der ehemalige Kompanie-Gefechtsstand WH 316 wurde von der Fördergruppe Bunker WH 316 e. V. restauriert und ist heute als Museum zu besichtigen.

## Sonstiges
Der Stummsche Familienfriedhof an der Zufahrtsstraße zum Halberg wurde Ende des 20. Jahrhunderts geschändet und alle gusseisernen Grabkreuze entwendet. 2004 wurde der Friedhof renoviert.
Nach dem Halberg nannte sich die Halbergerhütte und nach dieser die Halberg-Guss GmbH, die 1988 aus der Halbergerhütte herausgelöst wurde und ihr Betriebsgelände am Fuße des Berges hat.
Der Berg war Austragungsort des landesweit bekannten, alljährlichen Schüler-Ferienfestes Halberg Open Air.
Seit 2017 besteht der Rundweg Historischer Halberg.